# Zywienia
Déesse de la nourriture (mythologie slave), épouse de Radogast, le dieu de l'hospitalité. voir Liste des divinités slaves
(du slave zywic, nourrir),
Cette déesse présidait elle-même à tout ce qui sert à la nourriture de l'homme. C'était en quelque sorte  la mère nourrice du genre humain.
Après les  moissons, on célébrait en son honneur une  fête dont la coutume s'est perpétuée jusqu'à  nos jours.

## Sources
- Grand dictionnaire universel du XIXe siècle, Pierre Larousse, tome 15